# Craig Breckinridge Wood
Craig Breckinridge Wood (* 27. Januar 1943 in Washington, D.C.; † 25. Dezember 2018 in Wake, Middlesex County, Virginia), häufig auch als Craig B. Wood oder C. B. Wood zitiert, war ein US-amerikanischer Paläobiologe und Pädagoge. Sein Forschungsschwerpunkt waren die mezoischen Säugetiere.

## Leben
Wood war der Sohn von William Ernest Wood und Christina Mae DeBrito. Er wuchs in Norfolk, Virginia, sowie in Virginia Beach auf und verließ seinen Heimatort mit 16 Jahren, um aufs College zu gehen. 1966 erlangte er seinen Bachelor of Arts an der University of North Carolina at Chapel Hill. 1967 graduierte er mit der Dissertation Stratigraphy and paleontology of the Bridger Formation northeast of Opal, Lincoln County, Wyoming zum Master of Science in Geologie an der University of Wyoming. 1980 erwarb er einen Master of Arts in Geologie an der Harvard University in Cambridge, Massachusetts. 1992 wurde er mit der Dissertation Comparative studies of enamel and functional morphology in selected mammals with tribosphenic molar teeth: phylogenetic applications an der Harvard University zum Ph.D. in Geologie promoviert. Von 1968 bis 1970 sowie von 1973 bis 1974 war er Lehrbeauftragter in den Abteilungen Geologie, Anthropologie und Biologie der Harvard University. Von 1970 bis 1971 war er wissenschaftlicher Mitarbeiter an der Abteilung für Geologie der Princeton University in New Jersey. Von 1972 bis 1973 war er Geologe beim Unternehmen Herbert and Associates in Virginia Beach. Im Sommer 1974 wurde er Dozent an der School of Continuing Education in einführender Geologie am Providence College, wo er seine akademische Karriere bis zu seiner Pensionierung fortsetzte. Von 1979 bis 1992 war er Lehrbeauftragter für Naturwissenschaften, von 1993 bis 2001 war er außerordentlicher Professor und 2001 wurde er zum ordentlichen Professor befördert. Während des akademischen Jahres 1981/82 wurde Wood vom College beurlaubt, um am Asien-Programm der University of Maryland, College Park teilzunehmen, das Biologie und Geologie auf US-Luftwaffenstützpunkten in Osan, Südkorea und Yokota, Japan, lehrte. In Südkorea lernte er Sung He Lee kennen, die er im Mai 1982 heiratete. Aus dieser Ehe gingen die Kinder William, Violet und Virginia hervor. Von 1988 bis 1989 war er Austauschwissenschaftler der Harvard University an der Abteilung für Paläontologie der University of California, Berkeley. Von 1993 bis 1995 war er Direktor des naturwissenschaftlichen Programms am Providence College und von 2006 bis 2008 Vorsitzender des Fachbereichs Biologe. 1994 wurde er wissenschaftlicher Mitarbeiter an der Säugetierabteilung des Museum of Comparative Zoology der Harvard University. Im Juli 2012 ging er als emeritierter Professor in den Ruhestand.
Wood war Mitglied der American Association for the Advancement of Science, der Society of Vertebrate Paleontology, in der Paleontological Society, in der Society for the Study of Mammalian Evolution, im Harvard Club of Rhode Island, im Rhode Island Carolina Club, im Humanities Forum of Rhode Island, wo er von 1994 bis 1997 als Schatzmeister fungierte, bei Sigma Xi und bei Phi Mu Alpha Sinfonia.

## Forschungsarbeit
1976 war Wood Expeditionsteilnehmer auf der Forschungsmission im Rift Valley bei Addis Abeba, Äthiopien. Er war Mitglied in dem von Jon E. Kalb geleiteten Team, das in Bodo D’ar in der Afar-Wüste in der Provinz Hararghe einen fast vollständigen, 600.000 Jahre alten menschlichen Schädel entdeckte, der später als Bodo-Schädel bezeichnet wurde. Der Schädel, der von einer ausgestorbenen Homininenart stammt, befindet sich im National Museum of Natural History der Smithsonian Institution in Washington, D.C.
1993, 1996, 1997, 1998 und 1999 besuchte er die Region des Blauen Nils in Äthiopien, wo 1993 Fossilien der ersten äthiopischen Hochland-Wirbeltiere aus dem Mesozoikum, 1997 und 1998 die ersten triassischen Wirbeltiere in der Provinz Tigray und 1999 das erste äthiopische Säugetier aus dem Jura entdeckt wurde. 1998 und 1999 betrieb er mesozoische Feldarbeit in Gyeongsang-do, Südkorea und in den Jahren von 2000 bis 2001 Feldarbeit in der Provinz Jilin in der Mandschurei, wo Säugetierfossilien aus dem Mesozoikum entdeckt wurden.